# Kéry Gyula (író)
Ifj. Kéry Gyula János Károly (Buda, 1869. augusztus 3. – Budapest, 1919. február 22.) hírlapíró, dalköltő, irodalomtörténész.

## Élete
Nemesi család gyermeke, édesapja Kéry Gyula békési főispán, édesanyja Blum Sarolta. Középiskoláit Pécsett 1890-ben (a V–VIII. osztályokat mint papnövendék) végezte; ekkor a papi pályát elhagyván, 1890–92-ben a jogi tanfolyamot ugyanott hallgatta. 1893. júniusban ő volt az egyik főrendezője a pécsi virágkorzónak és ez alkalomból a nőegyesület megbízásából Június címmel emlékalbumot is szerkesztett, amely nyomtatásban is megjelent. 1895 januárjában hosszabb külföldi útra indult, ahonnan visszatérve, 1895. decemberben megindította a Művészeti Lapokat, amelyet 1896. július végéig szerkesztett. Az 1910-es évek elején elmebajjal diagnosztizálták és a budapesti Schwartzer-szanatóriumban ápolták. Apja halála után annak barátja, dr. Kóhn Mór lett a gyámja, de az ifjabb Kéry csak hat héttel élte túl apját.

## Munkássága
Már tanuló korában (1890. szeptember – 1892. május) segédszerkesztője volt a Pécsi Figyelőnek, 1892. május-novemberben a Győri Hirlapnak; 1892. november 16-tól pedig a Pécsi Naplónak volt segédszerkesztője; 1893. júliusban a Budapesti Hirlap szerkesztőjének meghívására a fővárosba ment és másfél évig azon lap szerkesztőségében dolgozott. 1894-1896-ban zeneművek szerzésével foglalkozott és ezen időben A bártfai zölderdőben c. zeneműve felkölté az akkor Bártfán időző királynénak figyelmét, aki a szerzőt gyémánt melltűvel tüntette ki. 1897 áprilisától a Magyar Szalon és a Magyar Geniusz segédszerkesztője volt és a Pesti Napló belmunkatársa. Cikkeket és költeményeket írt a Budapesti Hírlapba (1893. 317. és köv. sz. Levelek Pompadour asszonyról a friedensdorfi kastély levéltárában, öt közlés, 355. sz. Ferencz Ferdinand kir. herczeg utazása és naplója), a Hétbe, az Ország-Világba, a Zeneirodalmi Szemlébe, a Hazánkba, a Magyar Geniuszba, a Magyarországba és az Uj Időkbe. Legnagyobb sikereit a dalszerzés terén érte el; legtöbb dala, közel 30 jelent meg, melyek közül némelyik több kiadást ért.

## Munkái
- Egyveleg. Pécs, 1883. (Költemények és prózák.)
- Blaha Luiza élete. Budapest, 1896. (Jókai Mór bevezető soraival és számos képpel.)
- Pipiske. Operett, bemutatták: 1894.
- A magyar szabadságharc története, napi krónikákban. Budapest, 1899.
- Friss nyomon. Budapest, 1908. Online
- A Petőfi-ház története és katalógusa. Budapest, 1911.